# Gypsophila biovulata
Gypsophila biovulata är en nejlikväxtart som beskrevs av Otto Stapf. Gypsophila biovulata ingår i släktet slöjor, och familjen nejlikväxter. Inga underarter finns listade i Catalogue of Life.